# Carlos Flores López
Carlos Flores López (Ocaña (Província de Toledo) 14 de juny de 1928) és un arquitecte i historiador espanyol. Ha fet recerca sobre la història contemporània de l'arquitectura occidental. Va ser el primer a donar la definició de Generació del 25 a un conjunt d'arquitectes espanyols d'inicis del segle xx.

## Biografia
Va estudiar arquitectura a Madrid i es doctorà l'any 1958. Aviat es va dedicar a l'estudi de la teoria de l'arquitectura´L'any 1961 publicà: Arquitectura española contemporánea essent un dels primers a tractar sobre l'arquitectura popular a Espanya. El 1973 publicà un extens catàleg en cinc volums titulat Arquitectura popular española. Altres obres seves són: La España popular: raíces de una arquitectura vernácula (1979), Gaudí, Jujol y el modernismo catalán (1982), Introducción a Gaudí (1983), Pueblos y lugares de España (1991), La Pedrera: Arquitectura i història (1999).